# Tiphaine Auzière
Pour les articles homonymes, voir Auzière.
Tiphaine Auzière est une avocate et femme politique française, née le 30 janvier 1984 à Amiens (Somme).
Elle est la fille de Brigitte Macron et la belle-fille d'Emmanuel Macron.

## Jeunesse et études
Née le 30 janvier 1984, Tiphaine Auzière est la fille de Brigitte Macron (née en 1953), alors professeur de lettres, et d'André-Louis Auzière (1951-2019),,, banquier. Elle est le troisième enfant du couple,. Elle grandit à Amiens et y passe sa scolarité.
Après son baccalauréat au lycée La Providence, elle entame une hypokhâgne au lycée Janson-de-Sailly qu'elle arrête au bout d'un mois. Pour ses études de droit, elle rejoint l’université Panthéon-Sorbonne où elle choisit une spécialité en droit du travail puis intègre en 2008 l’école de formation du barreau de Paris. Lors d'un stage pendant ses études, elle exerce pendant six mois le rôle de défenseur syndical auprès de la CFDT,,.
Elle prête serment en 2009 puis retourne dans les Hauts-de-France afin d'y exercer. Elle est d'abord inscrite au barreau de Lille, spécialisée dans la défense des salariés et des syndicats, puis au barreau de Boulogne-sur-Mer,.
Depuis 2020, elle est avocate associée à Frédéric Moréas au sein du cabinet Challenges Avocats qu'ils ont fondé. Elle réalise par ailleurs une formation à Sciences Po en vue d'obtenir le titre d'administrateur de société en complément de la profession d'avocat.

## Médias
Elle participe également à des « cartes blanches » en sa qualité d'avocate dans l'émission de Julian Bugier sur Europe 1, cette présence étant contestée car il n'avait alors pas été précisé qu'elle était la belle-fille du président Emmanuel Macron,, notamment le 15 octobre 2020 « pour assurer le service après-vente du couvre-feu » imposé la veille au soir par son beau-père.
Sa couverture par Paris Match est qualifiée d'« hagiographique » par The Spectator, qui indique que « dans [ce] magazine, Tiphaine bénéficie de la présentation la plus flatteuse qui soit ».
Après avoir été l’invitée à plusieurs reprises de l’émission Touche pas à mon poste, notamment le 27 mai 2024 pour parler de son livre Assises, ou le 2 octobre 2024 pour évoquer l'affaire des viols de Mazan, elle rejoint officiellement le 9 octobre 2024 l'équipe de l’émission pour tenir une chronique judiciaire hebdomadaire. Mais l’émission s’arrête définitivement le 26 mars 2025.

## Engagement politique
En 2016 puis 2017, elle crée et dirige un comité de soutien dans le Pas-de-Calais pour la campagne de son beau-père, Emmanuel Macron, à l'élection présidentielle de 2017,.
Lors des élections législatives de 2017, Tiphaine Auzière est candidate en tant que suppléante de Thibaut Guilluy avec l’étiquette LREM dans la 4e circonscription du Pas-de-Calais face au député-maire sortant du Touquet-Paris-Plage, Daniel Fasquelle,,. Dans le cadre de cette campagne, elle est présente dans les médias pour défendre une classe menacée de fermeture dans la ville de Fruges,. Thibaut Guilluy passe le premier tour, mais obtient 47,81 % des suffrages exprimés au second tour contre 52,19 % pour le député sortant Daniel Fasquelle.
En 2017, elle devient « marraine des nouvelles technologies juridiques » au sein du think tank JUREM (Juristes en Marche),. Parallèlement, elle ouvre son propre cabinet de conseils et contentieux à Étaples.
En 2019, elle co-anime une réunion dans le Pas-de-Calais dans le cadre du grand débat national,.
La même année, elle reçoit des menaces de mort par téléphone de la part de détenus du centre pénitentiaire de Longuenesse, et est victime de harcèlement ainsi que de tentatives de chantage par un autre homme,.

## Projet du lycée «Autrement»
En 2020, en plein débat parlementaire sur le « séparatisme » qui vise notamment les écoles privées hors contrat, Tiphaine Auzière annonce dans Paris Match suivre « les traces de sa mère en participant à la création d’un lycée hors contrat », baptisé « Autrement »,,,. L'établissement serait une idée de Thibault Guilluy, dont Tiphaine Auzière fut suppléante aux élections législatives, et qui a été nommé par la suite « haut-commissaire à l'Inclusion dans l'emploi et à l'Engagement des entreprises ».
Le nouvel établissement a pour but d'être un « lycée d’excellence », avec une scolarité chiffrant à 9 500 € l'année ou dix fois moins pour les élèves boursiers, et permettant de passer le bac en seulement deux ans, suivis d'une « année d'élévation » pour préparer l'entrée en classes préparatoires aux grandes écoles. Le montant de la scolarité, très supérieur à celui de la plupart des lycées privés français, fait dire à Jean-Michel Thénard du Canard enchaîné « À ce prix-là, on comprend tout de suite combien il est différent, le lycée de Tiphaine Auzière ! ».
L'établissement se trouve tout près de Saint-Louis-de-Gonzague où Brigitte Macron a jadis enseigné : la première rentrée a accueilli 23 élèves. Tiphaine Auzière préside le lycée Autrement, qui partage ses locaux avec une classe préparatoire privée du même nom, dont le responsable est Christophe Cadet, ex-directeur adjoint des CPGE de la controversée Institution Saint-Jean de Douai, licencié le 5 décembre 2011 et accusé notamment de manipuler les chiffres de réussite de son établissement, il amène avec lui plusieurs enseignants issus de la même institution et son ami le professeur d'histoire Pascal Gauchon, militant d'extrême droite dans les années 1970-1980,.

## Publications
- Tiphaine Auzière, Assises (roman), Paris, Stock, 2024 (ISBN 978-2234096868)[42]